# 1988년 모스크바 정상회담

1988년 소련 모스크바 국립 대학교에서 연설하는 로널드 레이건 대통령

1988년 모스크바 정상회담은 미국의 대통령 로널드 레이건과 소련의 공산당 서기장 미하일 고르바초프 간의 정상회담이었다. 1988년 5월 29일부터 1988년 6월 3일까지 개최되었다. 레이건과 고르바초프는 1988년 5월 미국 상원이 중거리 핵전력 조약 (INF)을 비준한 후 이를 최종 확정했다. 레이건과 고르바초프는 중앙아메리카, 남아프리카, 중동 및 아프가니스탄에서 소련군의 철수 문제와 같은 양자 현안에 대해 계속 논의했다. 레이건과 고르바초프는 인권에 대한 논의를 이어갔다. 양측은 학생 교류 및 어업권과 같은 사소한 문제에 대해 7개의 협정을 체결했다. 중요한 결과 중 하나는 소련 역사 교과서의 개정이었는데, 이로 인해 소련 중등학교에서 일부 역사 수업을 취소해야 했다. 결국 레이건은 정상회담에 만족감을 표했다.
레이건과 고르바초프는 결국 공동 성명을 발표했는데, 그 발췌본은 다음과 같다.
대통령과 서기장은 모스크바 정상회담을 미국-소련 관계를 보다 생산적이고 지속 가능한 기반 위에 올려놓는 과정의 중요한 단계로 본다.

정상회담의 아이러니한 사례 중 하나는 레이건이 고르바초프에게 영화 우정있는 설복의 복사본을 선물했는데, 이 영화의 시나리오 작가인 마이클 윌슨은 1950년대에 공산주의 동조자로 의심받아 블랙리스트에 올랐던 인물이었다.

## 같이 보기
- 미국-소련 정상회담 목록 (1943년-1991년)